# 衛理道
衛理道（英語：Wylie Road）是位於香港九龍京士柏一條街道，1956年落成，南接加士居道，北接窩打老道，主要地標包括君頤峰、衛理苑、京士柏遊樂場同京士柏曲棍球場。

## 名稱由來
衛理道以已故九龍居民協會創辦人、南華早報前總理班乍尼·威尼（Benjamin Wylie）太平紳士命名，以紀念他在戰前對九龍區的公益貢獻。

## 簡介
衛理道位於何文田京士柏山，鄰近九龍中部油尖旺繁華鬧市，沿街的住宅物業有君頤峰及衛理苑兩個私人屋苑，兩屋苑之間的距離甚遠，並被京士柏遊樂場及京士柏曲棍球場所分隔。
道路兩者有大量私人會所及球場等設施，多個球場，如：西洋波會及香港政府華員會。

## 學校
- 東華學院（衛理道31號）
- 循道學校（衛理道12號）
- 九龍婦女福利會李炳紀念學校（衛理道33號）
- 九龍華仁書院

## 交匯道路
- 染布房街
- 窩打老道
- 何文田山道
- 公主道
- 京士柏道
- 衛理徑
- 加士居道